# Кинофестиваль в Жерармере 1996 года
Международный фестиваль фантастических фильмов в Жерармере 1995 года (Festival de Gerardmer — Fantastic’Arts 3eme edition) проходил в департаменте Вогезы (Франция) с 31 января по 4 февраля 1996 года.

## Жюри
- Рутгер Хауэр — президент
- Кристина Буассон
- Кармен Маура
- Паскаль Брукнер
- Марк Каро
- Клод Шаброль
- Ларри Коэн
- Питер Койоти
- Жак Дерей
- Клод Риш
- Микеле Соави

## Лауреаты
- Гран-при — «День зверя» / El Dia de la Bestia, Испания, 1995, режиссёр Алекс де ла Иглесия
- Приз жюри — «Немой свидетель» / Mute Witness, ФРГ, Великобритания, Россия, 1995, режиссёр Энтони Уоллер
- Приз международной критики — «Тайна острова Иниш» / The Secret of Roan Inish, США, 1995, режиссёр Джон Сейлз
- Приз зрительских симпатий  — «Пудра» / Powder, США, 1995, режиссёр Виктор Сэлва
- Гран-при Видео Фантастика — «Секретные материалы» / The X Files, США, 1995, режиссёры Р.У.Гудвин, Роб Боуман,
- Специальное упоминание жюри за исполнение роли — Марина Зудина в фильме «Немой свидетель» / Mute Witness, ФРГ, Великобритания, Россия, 1995, режиссёр Энтони Уоллер